# Onimusha: Dawn of Dreams
Onimusha: Dawn of Dreams, ou Shin Onimusha: Dawn of Dreams (新 鬼武者 Dawn of Dreams) au Japon, est un jeu vidéo de type hack 'n' slash développé et édité par Capcom en 2006 sur PlayStation 2.
Ce quatrième épisode qui est la suite d'Onimusha 3: Demon Siege après Oda Nobunaga, se concentre sur un nouveau protagoniste Soki (alias Yūki Hideyasu), le second fils d'Ieyasu Tokugawa.

## Histoire
La bataille infernale du temple d'Honno-ji a marqué la défaite du tyran sanguinaire Nobunaga Oda, qui aspirait à contrôler les Genma, d'étranges créatures démoniaques, et à se servir d'elles pour prendre le contrôle de tout le royaume. L'héroïque guerrier Onimusha qui a mis fin à son règne, grâce à sa maîtrise des pouvoirs magiques de l'Oni, disparaît alors sans laisser de trace...
La mort de Nobunaga entraîne la disparition dans l'obscurité des forces Genma qui ravageaient le Japon. Après la chute de Nobunaga, le Shogun Toyotomi Hideyoshi prends le Contrôle du Japon et laisse à penser à tous ses sujets qu'une nouvelle période de paix et de tranquillité arrive enfin.
Mais les périodes de paix ne sont souvent que provisoires...
Le 29 juin 1596, une étrange planète à l'aura mystérieuse apparaît soudainement dans le ciel. À partir de ce jour, la personnalité d'Hideyoshi change du tout au tout et des catastrophes naturelles se produisent alors aux quatre coins du Japon. Alors que la peur et l'anxiété refont surface dans le cœur de tous les hommes, les terribles démons Genma font une nouvelle fois leur apparition.
Le temps passe... Nous sommes alors en 1598, deux ans après.
Le chaos commence à s'étendre et Hideyoshi déracine tous les cerisiers depuis les rues de la capitale jusqu'au fin fond du royaume. Au même moment, quasiment au même endroit, un jeune guerrier possédant le pouvoir ténébreux de l'Oni se lève contre ce règne sanglant. Les rouages du destin se mettent alors en marche et de nombreux évènements et machinations vont les faire tourner de plus en plus vite...

## Personnages
- Soki (蒼鬼, Sōki)
- Akane Yagyū (柳生茜) appelée Jubei
- Ohatsu (王初, Ohatsu)
- Roberto Frois
- Tenkai Nankobo (南光坊 天海, Nankobo Tenkai)
- Minokichi (蓑吉)
- Hideyoshi Toyotomi (豊臣 秀吉), qui était connu aussi sous le Nom de « Kinoshita Tokichiro », un ancien sbire de Nobunaga
- Mitsunari Ishida (石田 三成, Ishida Mitsunari) nommé plus tard « Claudius »
- Luís Fróis père adoptif de Roberto possédé par « Rozencratz »
- Ophelia (オフェリア)
- Yagyū Munenori (柳生宗矩)
- Lady Yodo (淀殿, Yodo-dono)